# Pseudicius rudakii
Pseudicius rudakii là một loài nhện trong họ Salticidae. Loài này được phát hiện ở Iran.